# Castelo Branco (Horta)
Castelo Branco es una freguesia portuguesa perteneciente al municipio de Horta, situado en la Isla de Faial, Región Autónoma de Azores. Posee un área de 24,33 km² y una población total de 1 349 habitantes (2001). La densidad poblacional asciende a 55,4 hab/km². Posee 1 117 electores inscritos.
En las cercanías de Castelo Branco se encuentra el aeropuerto de Horta, el único en toda la isla de Faial.